# Bernhardorganisationen
Bernhardorganisationen var ett sovjetiskt sabotagenätverk i Sverige under andra världskriget, helt bestående av svenskar. Organisationen tillhörde NKVD och hade organiserats av den tyske kommunisten Ernst Wollweber i slutet av 1930-talet, och kom i pressen även att kallas för Wollweberligan efter avslöjandet. Nätverket hade två huvudsyften, sabotage i fredstid och förberedelser inför tysk expansion, som till exempel att förbereda sabotage i Sveriges malmhamnar i den händelse att Sverige blev ockuperat av Tyskland. 
Innan kriget utfördes sabotage mot handelsflottorna i Polen, Tyskland, Japan och Italien. Under spanska inbördeskriget smugglades sprängmedel via Bernhard som användes för att sänka fartyg på väg med varor till nationalisterna i Spanien. En grupp planerade att åka till Finland under finska vinterkriget för att där utföra sabotage. Organisationen rullades upp av SÄPO vid midsommar 1941, då ett stort antal plåtkistor med sprängmedel från LKAB påträffades nedgrävda vid Långbro sjukhus i Stockholm.
Flera greps. Organisationen ska ha omfattat ett hundratal man, men endast elva dömdes. Två norska Bernhardmän utlämnades till Gestapo och avrättades.
Motsvarande organisation fanns i Norge, som benämndes Osvaldgruppen.